# Encyclopédie méthodique
L'Encyclopédie méthodique, dite « encyclopédie Panckoucke », est une encyclopédie monumentale fondée sur l'Encyclopédie ou Dictionnaire raisonné des sciences, des arts et des métiers de Diderot et d’Alembert avec l'objectif de l'améliorer et de la compléter. À la différence de cette dernière, elle est divisée en matières réparties sur 40 dictionnaires scientifiques. On visait ainsi à remédier au fractionnement jugé excessif de l'ouvrage de Diderot, qui obligeait « à lire cent articles pour avoir une idée suffisante d'un sujet. On voulut essayer si, en procédant différemment, l'analyse et la synthèse n'aboutiraient pas à une meilleure conciliation ».
Elle fut lancée par souscriptions en 1782 par le libraire Charles-Joseph Panckoucke, établi à Lille puis à Paris, où il avait réussi à créer le premier empire journalistique de l’époque, protégé par le directeur de la Librairie, François Michel Claude Benoît Le Camus de Néville. Le libraire-éditeur, Clément Plomteux, établi à Liège, le seconda entre 1782 et 1789.
La publication s'échelonna sur un demi-siècle, et prit fin en 1832. Après la mort de Charles-Joseph Panckoucke survenue en 1798, la publication fut assurée par son gendre et associé, Henri Agasse (1752-1813), puis par sa fille Antoinette-Pauline Agasse, veuve de ce dernier.
Cette entreprise, à laquelle participèrent plusieurs centaines d'auteurs, aboutit à un ensemble de 206 volumes (159 de texte sur deux colonnes et 47 de planches), comportant plus de 125 000 pages et près de 4 500 gravures.
Les contributeurs étaient des spécialistes et de grands scientifiques de l'époque, qui avaient une certaine liberté d’écriture, dépassant de la sorte les compilations généralistes de l’encyclopédie précédente. Les trois libraires-éditeurs connurent d'ailleurs quelques difficultés pour canaliser la production de leurs directeurs de dictionnaires scientifiques. Ainsi, des matières proches, comme l'agriculture et l'art aratoire (c'est-à-dire le labourage), auraient pu être regroupées en une seule, ce qui aurait donné une meilleure cohésion d'ensemble. Il en est de même pour les jeux mathématiques et les amusements des sciences mathématiques.
Le titre complet est : L’Encyclopédie méthodique ou par ordre de matières par une société de gens de lettres, de savants et d'artistes ; précédée d'un Vocabulaire universel, servant de table pour tout l'ouvrage, ornée des portraits de MM. Diderot et d'Alembert, premiers éditeurs de l'Encyclopédie.
Comme l’Encyclopédie de Diderot et D’Alembert, l’Encyclopédie méthodique a été contrefaite (« piratée ») à Padoue, alors située sur le territoire de la république de Venise, entre 1784 et 1817 sous le titre : Encyclopédie méthodique. Nouvele [sic] édition enrichie de remarques dédiée à la sérénissime république de Venise (jusqu’en 1797), puis Encyclopédie méthodique par ordre de matieres (après la chute de la république de Venise, en 1797).
On ignore ici aussi le nombre complet des volumes et il est possible que toutes les matières de l’édition parisienne n’aient pas été reproduites. Sans surprise, les bibliothèques françaises ont très peu de volumes « vénitiens », alors que les bibliothèques italiennes en sont bien pourvues.

## Organisation des volumes
L'organisation méthodique des matières est la suivante, en 159 volumes de texte et 47 volumes de planches :
| Matière | Nombre de volumes de texte et de planches | Dates     | Sommaires détaillés et liens vers les volumes en ligne |
| --- | ----------------------------------------- | --------- | --- |
| Annonce de l'Encyclopédie méthodique dans le Mercure de France du 8 décembre 1781, pages 51 à 155                                                                                                  |                                           | 1781      | Lire en ligne |
| Prospectus de mai 1782 (100 pages) |                                           | 1782      | Lire en ligne |
| Prospectus de 1783 (140 pages) |                                           | 1783      | Lire en ligne |
| Agriculture | 7                                         | 1787-1821 | - notice BnF - Tome I (1787) - Premier discours, par M. l'Abbé Tessier : Histoire abrégée & progrès de l'agriculture chez différens peuples, & moyens de l'améliorer en France (pages 1 à 31) - Deuxième discours, par M. l'Abbé Tessier : Principes de la végétation, & parties des plantes (pages 32 à 69) - Troisième discours, par M. l'Abbé Bonnaterre : Extraits des meilleurs auteurs d'Agriculture (pages 70 à 305) - Avant-propos pour la partie d'agriculture, par M. l'Abbé Tessier (pages 306 à 309) - Avant-propos pour la partie du jardinage par M. Thouin (pages 310 à 314) - AAL à AZUL (pages 315 à 772) - [Tableau des différentes mesures de terre, tant de France que des pays étrangers (pages 636 à 649)] - Tome II (1791) - BAB à CETERÉE (pages 3 à 848) - Tome III (1793) - CHABLE à CYTISE (pages 1 à 744) - Tome IV (1796) - ERRATA - DACTYLE à HYSSOPE (pages 1 à 718) - Tome V (1813) - IBÉRIDE à POMME DE TERRE (pages 1 à 736) - Tome VI (1816) - POMMELIÈRE à ZUCCAGNI (pages 1 à 628) - Tome VII (1821) : Dictionnaire de la culture des arbres et de l'aménagement des forêts - Avertissement (pages V à VII) - AAL à ZANTHORIZE (pages 1 à 825) - Table des noms latins des plantes mentionnées dans le dictionnaire des arbres et arbustes, réduites à ceux des noms qui sont très différents des français |
| Amusements des sciences mathématiques et physiques, des procédés curieux des arts ; des tours récréatifs et subtiles de la magie blanche, et des découvertes ingénieuses et variées de l'industrie | 1                                         | 1792      | - Notice BnF, - Tome I (1792) - Avertissement (pages VII et VIII) [renvoi pour les gravures au tome VIII des Planches] - ABEILLES à VOLCAN ARTIFICIEL (pages 1 à 870) |
| Antiquités, Mythologie, Diplomatique des Chartres, et Chronologie | 5+1+2                                     | 1786-1824 | - Tome I (1786) - Avertissement… par M. Mongez… (pages V à VIII) - Explication des Abréviations qui expriment la rareté des Médailles (page 1) - A à CHLAINE (pages 1 à 798) - Tome II (1788) - Explication des Abréviations qui expriment la rareté des Médailles (page 3) - CHLAMYDE à FYLLA (pages 3 à 722) - Tome III (1790) - Explication des Abréviations qui expriment la rareté des Médailles (page 1) + nota - G à MECISTÉE (pages 1 à 672) - Chronologie des douze siècles antérieurs au passage de Xercès en Grèce, examinée … par M. Volney. Avertissement de l'auteur et introduction (p. I-IV). Table analytique des chapitres (p.V-VI) . Chronologie (p.VII-LXXVII) - Tome IV (1792) - MÉDAILLES à PLUTEUS (page 1 à 756) - Tome V (1794) - PLUTO à ZYTHIUM (page 1 à 897) - Tableaux méthodiques des Matières contenues dans le Dictionnaire d'Antiquités du citoyen Antoine Mongez (pages 899 à 920) - Explication des planches des antiquités de l'Encyclopédie (1824) - Observations générales sur ce recueil d'antiquités (pages III-IV) - Ordre des têtes mythologiques (pages V-VII) - Table de la seconde partie : costumes des différens peuples de l'antiquité, jusqu'au Moyen Âge (page VIII) - Recueil d'Antiquités (pages 1 à 281) [nota : les pages 61 à 175 se trouvent après la page 281] - Supplément à tout l'ouvrage (pages 281-282) - Corrections et additions (pages 283-284) - Table générale (pages 285-287) - Planches 1 à 200 (1824) - Planches 201 à 380 (1824) |
| Architecture | 3                                         | 1788-1825 | - Tome I (1788) - Avertissement (pages I à VIII) - Errata (page VIII) - ABAJOUR à COL (pages 1 à 720) - Tome II (1801) - COLOSSAL à MUTULES (pages 1 à 744) - Tome III (1825) - Avis [à propos des planches inexistantes] - NACELLE à ZOTHECA (pages 1 à 664) |
| Art aratoire et du jardinage | 1+1                                       | 1797-1802 | - Tome I (1797) - Avertissement - ABEILLE à ZONES (pages 1 à 229) - Explication des planches (pages 230 à 264) - Dictionnaire (pages 265 à 298) - Planches (1802) - Avis - Planches 1 à 54 - [Transcription de Art aratoire et du jardinage sur wikisource] |
| Art militaire | 4                                         | 1784-1797 | - Tome I (1784) - Discours préliminaire (pages I à VIII) [avec liste des auteurs] - A à CONNÉTABLIE (pages 1 à 783) - Tome II (1785) - CONQUÉRANT à GUERRE (pages 1 à 800) - Tome III (1787) - GUÊTRE à ZIGZAGS (pages 1 à 753) - Tome IV (Supplément) (1797) - Avertissement (pages 1 à 7) - ABREUVOIR à VOLONTAIRES (pages 1 à 944) - 2 pages de gravures (3 gravures) [non paginé] - Liste des tables et nota (page 945) - Table : ordre de lecture et d'étude (P. 945) - Table alphabétique (pages 946 à 961) - Table analytique (pages 961 à 990) |
| Artillerie | 1                                         | 1822      | - Tome I (1822) - Introduction (pages V à VII) - Errata (page VIII) - ACIER à ZINC (pages 1 à 508) |
| Arts et métiers mécaniques | 8 + 6                                     | 1782-1791 | - Tome I (1782) - Préface (pages VII à XVI) - AIGUILLIER à CONFISEUR (pages 1 à 775) [nota : Châtaignes placé après Confiseur] - Table des Articles contenus dans ce volume (p. 776) - Tome II (1783) - COULEURS ET VERNIS à FILETS, HAIMS ET HAMEÇONS (page 1 à 823) - Table des Articles contenus dans ce volume (page 824) - Tome III (1784) - FLOTTAGE EN TRAIN DE BOIS à INSTRUMENTS DE MATHÉMATIQUES (Faiseur de) (pages 1 à 691) - Table des Articles contenus dans ce volume (page 692) - Tome IV (1785) - INSTRUMENTS DE MUSIQUE ET LUTHERIE (Art du faiseur d') à MENUISERIE (pages 1 à 811) - Table des Articles contenus dans ce volume (page 812) - Tome V (1788) - MERCURE (Son emploi dans les Arts) à PLATINE (Art de la) (pages 1 à 772) - Addition à l'art du Monnoyage (pages 773 à 804) - Table des Articles contenus dans ce volume (page 805) - Errata (page 806) - Tome VI (1789) - PARFUMEUR (Art du) à PURIFICATION DE L'EAU DE MER (Art de la) (pages 1 à 776) - Table des Articles contenus dans ce volume (pages 717 à 719) - Errata (page 719) - Tome VII (1790) - QUADRUPÈDES (Art de…) à TABAC (Art et avantages de la culture du) (pages 1 à 807) - Table des Articles contenus dans ce volume [non paginé] - Tome VIII (1791) - TABAC (Art du) à ZINC (Art et propriétés du) (pages 1 à 760) - Discours final (pages 761 à 764) - Table alphabétique et raisonnée, tant des termes essentiels & locutions techniques, que de procédés et des objets concernant les arts et métiers mécaniques qui sont traités dans les huit volumes de ce dictionnaire (pages 765 à 912) - Table des Articles contenus dans ce volume [non paginé] - Table des Articles contenus dans le septième volume [non paginé] - Planches, tome I (1783) - Avertissement (2 pages non numérotées) - Ordre des planches simples et doubles […] (2 pages non numérotées) - Planches (Lettres A à C) - Planches, tome II (1783) - Avertissement (2 pages non numérotées) - Ordre des planches simples et doubles […] (2 pages non numérotées) - Planches (Lettres D à HORLOGERIE, première partie) - Planches, tome III (1784) - Ordre des planches simples et doubles […] (2 pages non numérotées) + note aux souscripteurs - Planches (HORLOGERIE, deuxième partie à MONNOYAGE) - Planches, Tome IV (1785) - Ordre des planches simples et doubles […] (2 pages non numérotées) + note aux souscripteurs - Planches (MOSAÏQUE à TOURNEUR, première partie) - Planches, tome V (1787) - Ordre des planches simples, doubles, triples et quadruples […] (2 pages non numérotées) + note aux souscripteurs - Planches (TOURNEUR, deuxième partie à VOUTES) - Planches de Marine (numérotation d'abord en arabe, puis en romain (voir Avertissement) - [Planches, tome VI : concerne "Manufactures, arts et métiers" : voir cette rubrique] - Planches, tome VII (1789) - ART MILITAIRE ; ARTS ACADÉMIQUES - BLASON - MATHÉMATIQUES - MACHINES HYDRAULIQUES - OPTIQUE ; PERSPECTIVE ; ASTRONOMIE, INSTRUMENTS, GNOMONIQUE - MÉTHODE POUR LA CONNAISSANCE DES OISEAUX PAR LE BEC ET PAR LES PATTES - [Planches, tome VIII : concerne "Manufactures, arts et métiers" : voir cette rubrique] |
| Assemblée nationale constituante | 1                                         | 1792      | - Tome I : jamais paru - Tome II (1792) - Avertissement sur cette partie du Dictionnaire Encyclopédique de l'Assemblée Nationale (pages 1 à 4) - ABSENS à AUTEURS DRAMATIQUES (pages 5 à 804) |
| Beaux-Arts | 2 + 1                                     | 1788-1791 | - Tome I (1788) - Avertissement par M. Levesque, Agrégé à l'Académie Impériale des Beaux-Arts de Saint-Pétersbourg, Continuateur du Dictionnaire des Beaux-Arts commencé par M. Watelet, de l'Académie Française. (pages I à VII) - Éloge de M. Watelet, lu à la séance publique de la Société Royale de Médecine, du 29 août 1786, par M. Vicq-d'Azyr, Secrétaire perpétuel de cette Société (pages VIII à XXIV) - Avertissement (page (I)) - Nom des Auteurs de la première édition de l'Encyclopédie, & du Supplément (page (II)) - [prospectus de l'] Encyclopédie par ordre de matières ou Bibliothèque complète de toutes les connaissances humaines (pages (III) à (V) - Plan de travail pour l'Encyclopédie méthodique (pages (V) à (VIII) - Division de l'Encyclopédie méthodique (pages (VIII) à (XCVIII) [contient un état détaillé des livraisons] - Notions préliminaires (pages I à VIII) - ACADÉMIE à PEINTURE (pages 1 à 662) - Tome II (1791) - PEINTRES MODERNES à YEUX (pages 1 à 427) - Dictionnaire de la Pratique des Beaux-Arts (pages 429 à 804) - Réduction à l'ordre méthodique des différents articles qui composent le dictionnaire théorique & le dictionnaire pratique des Beaux-Arts (pages 805 à 814) - Planches (1805) - État des planches (et nota sur leur ordre) (pages 3 à 7) - Addition à l'explication des planches - perspective) (pages (1) à (2) - Errata pour le Traité de perspective (page (2)) - Planches [numérotation aléatoire] |
| Botanique | 13 + 3 + 4                                | 1783-1823 | - Tome I (1783) - Avertissement (2 pages - non paginées) - Discours préliminaire (pages I à XLIV) - AAL à CHOU (pages 1 à 748) - Table des noms latins des genres de plantes contenus dans ce volume (pages 749 à 752) - Tome II (1786) - CICCA à GORDON (pages 1 à 770) - Table des noms latins des genres de plantes contenus dans ce volume (pages 771 à 774) - Tome III (1789) - Avis de l'auteur (pages V à VIII) - GORTÈRE à MAUVE (pages 1 à 755, marquée par erreur 743) - Table des noms latins des genres de plantes contenus dans ce volume (pages 757 à 759) - Tome IV (1796) - MAUVISQUE à PANICULÉE (pages 1 à 760) - Table des noms latins des genres de plantes contenus dans ce volume (pages 761 à 764) - Tome V (1804) - Observations préliminaires (pages I à VIII) - PANTE à PYXIDANTHÈRE (pages 1 à 746) - Table des noms latins des genres de plantes contenus dans ce volume (pages 747 à 748) - Tome VI (1804) - QUADRANGULAIRE à SCIRPE (pages 1 à 784) - Table des noms latins des genres de plantes contenus dans ce volume (pages 785 à 786) - Tome VII (1806) - SCLÉRIE à TRALLIANE (pages 1 à 728) - Table des noms latins des genres de plantes contenus dans ce volume (pages 729 à 731) - Tome VIII (1808) - TRÈFLE à ZUCCAGNE (pages 1 à 876) - Table des noms latins des genres de plantes contenus dans ce volume (pages 877 à 879) - Supplément, tome I (1810) - Avertissement (pages I à IV) - Discours préliminaire sur l'état actuel de la Botanique, sur les causes qui ont contribué à ses progrès, et sur celles qui peuvent les retarder ou les accélérer (pages V à XVIII) - ABALON à BURCHARDE (pages 1 à 761) - Supplément, tome II (1811) - CAA-APIA à GYROSELLE (pages 1 à 876) - Supplément, tome III (1813) - HABENARIA à MORELLE (pages 1 à 780) - Supplément, tome IV (1816) - MORÈNE à RYNCHOSPORA (pages 1 à 731) - Supplément, tome V (1817) - Avertissement (pages V à VIII) - SABAL à ZYGOPHYLLUM (pages 1 à 526) - Corrections et additions (pages 527 à 780) - Tableau encyclopédique et méthodique des trois règnes de la nature, Botanique, tome I (1791) - Avis [non paginé] - Préface (pages III à VIII) - Introduction (pages X à XVI) - Illustration des genres du système sexuel de Linné : Caractères des classes (2 pages non paginées + pages I à II) - Illustration des genres (pages 3 à 496) - Tableau encyclopédique et méthodique des trois règnes de la nature, Botanique, tome II (1793) - Illustrations des genres (pages 1 à 551) - Tableau encyclopédique et méthodique des trois règnes de la nature, Botanique, tome III (1823) - Illustration des genres (pages 1 à 503) - Table synoptique des genres contenus dans cet ouvrage (pages 505 à 523) - Supplément, par Poiret (pages 525 à 719) - Table synoptique du Supplément (pages 721 à 728) - Planches - Planches 1 à 300 - Planches 301 à 600 - Planches 601 à 900 - Planches 901 à 1000 |
| Espèces de chasses | 1 + 1                                     | 1795-1811 | - Tome I (1795) - Avertissement (pages V à VIII) - ABAISSER à ZOUCHET (pages 1 à 443) - Explication suivie de trente-deux planches, et des figures concernant les différentes espèces de chasses, tome IX des gravures des Arts (pages 445 à 456) - Planches (1811) - Nota [indiquant que l'explication des planches se trouve dans le dictionnaire] - Planches (de 1 à 32 + une 2bis) |
| Chimie, pharmacie et métallurgie | 6 + 2                                     | 1786-1814 | - Tome I (1786) - Avertissement de l'auteur de la Chymie (pages I à VII) - Table détaillée de l'article ACIDE (page VIII) - AA à AIMANT ASTRAL (pages 1 à 624) - Second avertissement pour servir d'introduction aux articles qui suivent & pour indiquer quelques corrections à faire à ceux qui précèdent (pages 625 à 653) - Tableau de la nomenclature (pages 654 à 663) - Dénominations appropriées de diverses substances plus composées, & qui se combinent sans disposition (pages 664) - Article AIR (pages 665 à 772) - Additions et corrections (pages 773 à 774) - Tome II (1792) - Avertissement [concernant les auteurs] (non paginé) - AL à CARAMBOLIER (pages 1 à 786) - Tome III (1796) - CARBONATE à CHIMIE (pages 1 à 781) - Tome IV (1805) - Avertissement (pages I à II) - CHLORITE à MÉPHITES (pages 1 à 728) - Avertissement (page 729) [à propos de la Table des mots] - Table des mots (pages 731 à 742) - Errata du tome IV [ non paginé] - Tome V (1808) - MÉPHITIQUE à MYROXÈNE (pages 1 à 762) - Table des mots (pages 763 à 771) - Tome VI (1815) - QUARTATION à ZYMOLOGIE (pages 1 à 362) - Nota [sur le fait que le tome VI ne soit qu'un 1/2 volume, la Pharmacie ayant été retranchée (…) + renvoi au Vocabulaire] (page 362) - Planches, première partie : Chimie (1813) - Explication des planches (pages 3 à 24) - Planches [dont une 9 bis] - Planches, deuxième partie : Métallurgie (1814) - Explication des planches (pages 3 à 74) - Planches [dont une 10 bis et une 11 bis, numérotation alternée romain et arabe] |
| Chirurgie | 2 + 1                                     | 1790-1799 | - Tome I (1790) - Discours préliminaire (pages 1 à 44) - ABAPTISTON à KYSTOTOMIE (pages 1 à 712) - Tome II (1792) - LACÉRATION à ZIGOMA (pages 1 à 498) - Table des matières contenues dans tout l'ouvrage (pages 499 à 566) - Explication des planches qui ont rapport à la matière chirurgicale, faisant partie de l'Encyclopédie par ordre de matières, par les Cit. Petit-Radell & Allan [1 page de titre] - Discours préliminaire, par G.F. Allan (pages 3 à 8) - Explication des planches qui ont rapport à la matières chirurgicale (pages 9 à 144) - Errata de l'explication des planches (page 144) - Planches (1799) - Planches [de I à CXIII : pas de XIII, une XV bis, pas de LII, une simple numérotée CIII/CIV] |
| Commerce | 3                                         | 1783-1784 | - Tome I (1783) - Avertissement (pages V et VI) - Nouveaux élémens du commerce, par M. l'Abbé Baudeau, servant de Discours Préliminaire à la nouvelle rédaction du Dictionnaire de Savari, pour l'Encyclopédie Méthodique. (pages VII à XXX) - de A à CYSTHEOLITHRE (pages 1 à 766) - Tome II (1783) - D à IZELOTE (pages 1 à 798) - Tome III (1784) - KABAK à ZOROCHE (page 1 à 831) [tableaux de mesures et de poids] - Table ordinale et raisonnée des articles de ce Dictionnaire, desquels la lecture peut servir de traité élémentaire pour chaque partie du Commerce (pages I à XVI) |
| Économie politique et diplomatique | 4                                         | 1784-1788 | - Tome I (1784) - Avertissement (pages III à VI) - ABANDON à CZAR (pages 1 à 760) - Tome II (1786) - DACHSTUL à IMPORTATION (pages 1 à 757) [Une partie de la lettre I est placée après la lettre J] - Tome III (1788) - IMPÔTS à PROVINCES UNIES (pages 1 à 787) - Tome IV (1788) - PRUM à ZWIFALTEN (pages 1 à 719) - Supplément (pages 730 à 813) - Table analytique et indicative des articles, dont une lecture successive doit former une sorte de Rudiment pour les Sciences traitées dans ce Dictionnaire (pages 814 à 840) |
| Encyclopediana, ou Dictionnaire encyclopédique des ana, contenant ce qu'on a pu recueillir de moins connu ou de plus curieux parmi les saillies de l'esprit, etc.                                  | 1                                         | 1791      | - Tome I (1791) - Avertissement des éditeurs (pages V à VII) - A à ZEUXIS (pages 1 à 963) |
| Arts académiques. — Équitation, escrime, danse et art de nager | 1                                         | 1786      | - Tome I (1786) - Avertissement (pages [I] à [II] - ABANDONNER à VOLTIGEUR (pages 1 à 290) - ACADÉMIE à VOLTE (pages 291 à 311) - BAL à TOMBÉ (pages 312 à 424) - L'Art de nager (pages 425 à 445) |
| Finances | 3                                         | 1784-1787 | - Tome I (1784) - Avertissement (pages 1 à 12) - Discours préliminaire, ou essai historique sur les Finances (pages I à LX) - ABONNEMENT à DUPLICATA (pages 1 à 685) - Tome II (1785) - EAUX DE MER à LYON (pages 1 à 787) - Tome III (1787) - MAGASIN à YVETOT (pages 1 à 797) - Table ordinale et raisonnée des articles de ce Dictionnaire, desquels la lecture peut servir de traité élémentaire pour chaque partie de finance (pages I à XVII) |
| Forêts et bois — Arbres et arbustes | 1                                         | 1791-1815 | - Tome I, première partie (1791) - Préface (pages I à VIII) - ACCROISSEMENT à UTRICULE (pages 1 à 296) - Tome I, deuxième partie (1815) - Instruction sur l'ouvrage de M. de Sept-Fontaines et sur la cubature des bois en général, par M. de Prony (pages I à XXXI) - Tables des logarithmes des 10000 premiers nombres, avec cinq figures, non compris la caractéristique (pages XXXIII à XLVIII) - L'Art de toiser les bois, et les bois tout-toisés ; ou suite de tables […] (page de titre non paginée) - Avertissement préliminaire (pages 3 à 4) - Première partie. Premier Discours relatif aux bois ronds. (pages 5 à 14) + Avertissement et table I (pages 15 à 64) + Avertissement et table II (pages 65 à 73) - Seconde partie. Deuxième discours relatif aux bois équarris dont la grosseur va en diminuant (pages 74 à 81). + Avertissement et tables III et IV (pages 82 à 128) - Troisième partie. Troisième discours relatif aux bois équarris d'égale grosseur d'un bout à l'autre (pages 129 à 135) + Avertissements et tables V à VIII (pages 136 à 184) - Quatrième partie, contenant six tables… (pages 185 à 224) - Addition aux tables de logarithmes (pages 225 et 226) |
| Géographie ancienne | 3                                         | 1787-1792 | - Tome I (1787) - Tableau des différents rapports sous lesquels on peut considérer la géographie [non paginé] - Avertissement (pages I à XVI) - AAR à GRAEAS GONU (pages 1 à 756) - Tome II (1789) - GRAECI à ROME (pages 1 à 750) - Tome III (1792) - ROMANUM IMPERIUM à ZYRMA (pages 1 à 623) - Post-Scriptum (page 624) - Analyse de l'état de la géographie chez les Grecs (page 625 à 679) - Avertissement de l'auteur sur la Table méthodique et analytique de la Géographie ancienne (page 680) - Tableaux analytiques des articles de Géographie ancienne compris dans ce Dictionnaire (pages 681 à 684) - Table analytique (pages 685 à 724) |
| Géographie moderne | 3                                         | 1782-1788 | - Tome I (1782) - Discours sur la Géographie, par Masson de Morvilliers (pages V à XIX) - Note sans titre : attribution des articles [non paginé] - A à HOLZMUNDEN (pages 1 à 776) - Tome II (1784) - HOMAGUES à RIEDENBOURG (pages 1 à 760) - Tome III (1788) - RIEDESEL à ZWYFALTEN (pages 1 à 737) - Supplément à la partie géographique de l'Encyclopédie par ordre de matières [page de titre, non paginée] - Avertissement [non paginé] - AA à ZAARA (pages 741 à 812) |
| Géographie physique | 5 + Atlas                                 | 1795-1828 | - Tome I (1795) - Notice des Théories de la terre, & des autres ouvrages qui ont trait à la Géographie physique, & dont les principes ont pu et peuvent concourir aux progrès de cette science (pages 1 et 2) - ARDUINO à WOODWARD (pages 3 à 672) - Supplément aux notices qui précèdent (pages 673 à 791) - Considérations générales et particulières sur la Géographie physique (pages 792 à 842) - Table des notices des ouvrages qui ont trait à la Géographie physique, avec les articles des différents sujets traités dans chacune de ces notices (pages 843 à 857) - Note [non paginée] - Tome II (1803) - AA à AZOF (pages 1 à 896) - Tome III (1809) - BAAR à DYLE (pages 1 à 704) - Tome IV (1811) - EAU à NOYANT (pages 1 à 767) - Tome V (1828) - Avertissement (pages V à VIII) - OASIS à ZURICH (pages 1 à 856) - Supplément, depuis la lettre A jusqu'à la lettre N inclusivement (pages 857 à 958) - Atlas (1827) - Introduction (pages 1 à 3) - Analyse des cartes et des planches (pages 4 à 117) - Première Table : Matières contenues dans la présente illustration (1 page non paginée) - Seconde Table, indiquant à quelle page du texte correspondent les planches de l'Atlas (pages 119 à 120) - 48 planches |
| Atlas encyclopédique | 2                                         | 1787-1788 | - Tome I (1787) - Analyse des cartes de cet Atlas, première partie (pages 1 à 67) - Cartes 1 à 77 - Tome II (1788) - Analyse des cartes de cet Atlas, seconde partie (pages 1 à 110) - Table (pages 110 à 112) - Cartes 78 à 140 |
| Grammaire et littérature | 3                                         | 1782-1786 | - Tome I (1782) - Avertissement (pages V à VIII) - A à ESPÉRER (pages 1 à 790) - Tome II (1784) - ESPRIT à PARRHÉSIE (pages 1 à 768) - Tome III (1786) - PARTERRE à ZEUGME (pages 1 à 660) - Supplément aux articles de littérature (pages 661 à 731) - Méthode pour diriger les lecteurs dans l'étude de la grammaire et de la littérature (pages 732 à 748) |
| Histoire | 6 + 1                                     | 1784-1804 | - Tome I (1784) - Discours préliminaire (pages I à VIII) - Blason : ABAISSÉ à VUIDÉ (pages 1 à 179) - Discours préliminaire de l'Histoire (pages 181 à 184) - AARON à CASTRUCCIO CASTRACANI (pages 185 à 792) - Tome II (1786) - CAT à GRAILLI (pages 1 à 751) - Tome III (1788) - GRAIN à MYTHÉCUS (pages 1 à 663) - Tome IV (1790) - NAAMAN à SCELERATA PORTA (pages 1 à 725) - Tome V (1791) - Lettre de M. Panckoucke à MM. Les souscripteurs…(pages 1 à 27) - Mémoire pour M. Panckoucke relatif aux journaux dont il est propriétaire (pages 28 à 30) - Table des objets contenus dans ce troisième Mémoire sur l'Encyclopédie (page 31) - Table des objets contenus dans le premier et le deuxième mémoire (page 32) - SAURIN à ZYPOEUS (pages 1 à 748) - Tome VI, Supplément (1804) - AARON à NIVERNOIS (pages 1 à 408) - Chronologies (pages 410 à 759) - BRANDEBOURG-PRUSSE (pages 760 à 764) - Errata général du dictionnaire de l'Histoire dans la nouvelle Encyclopédie (pages 765 à 768) - Planches du Blason (1784) |
| Histoire naturelle des animaux | 14 + 16                                   | 1782-1832 | TEXTE - Tome I Quadrupèdes, cétacés, oiseaux(1792) - Avertissement (pages V à VIII) - Introduction à l'Histoire Naturelle, par M. Daubenton (pages I à X) - Les Trois règnes de la nature, par M. Daubenton (pages XI à XV) - Règne animal, par M. Daubenton (pages XVI à XVIII) - Histoire Naturelle de l'Homme, par M. Daubenton (pages XIX à LXXXXII) - Les Animaux quadrupèdes et les Cétacés : ABADA à ZURNAPA (pages 1 à 320) - Ornithologie, par M. Mauduit ; Plan de l'ouvrage (pages 321 à 322) - Discours généraux sur la nature des oiseaux (pages 323 à 468) - ABANDONNER à ÉVÊQUE (pages 469 à 691) - Tome II, Oiseaux (1784) - FAIRE LA TÊTE à ZOUCET (pages 1 à 514) - Ordre dans lequel on doit lire les articles contenus au Dictionnaire d'Ornithologie (pages 515 à 539) - Manière de lire ce Dictionnaire, relativement aux articles de Fauconnerie et de Chasse (pages 539-540) - Noms latins des CXV genres sous lesquels sont rangés les Oiseaux décrits dans ce Dictionnaire, présentés par ordre alphabétique (pages 541 à 544) - Les animaux quadrupèdes, ovipares, et les serpents, par M. Daubenton (Faux-titre, pages 545-546) - Quatrième ordre. Quadrupèdes ovipares, quatre pieds, sans poils (page 547 à 550) - Cinquième ordre. Serpents, des écailles, sans pieds et sans nageoires. (pages 551 à 563) - Sur les moyens de conserver les Quadrupèdes ovipares, et d'autres animaux, après leur mort (page 564 à 570) - Sur la manière de préparer et de conserver les peaux desséchées de quadrupèdes ovipares & de serpents (pages 571 à 574) - Notice des différents ouvrages qui traitent des Quadrupèdes ovipares et des Serpents (pages 575 à 586) - AGAME à VISQUEUX (pages 587 à 704) - Addition (article ASPIC) (page 705) - Table alphabétique des noms latins et étrangers… (pages 706 à 712) - Errata (p. 712) - Tome III, poissons (1787) - Avis du Sieur Panckoucke sur le retard qu'a éprouvée la vingt-deuxième livraison, sur le plus grand nombre de volumes qu'aura l'ouvrage, et sur le temps où il doit être fini (pages 1 à 8) - Nom des auteurs, par ordre alphabétique, de la partie de Médecine (page 8) - Sixième Ordre : Poissons, des écailles et de nageoires. Introduction (pages I à XXXVII) - Manière de préparer les poissons pour les garder dans les Cabinets (pages XXXVIII à XLI) - Notice des principaux ouvrages qui traitent des Poissons (pages XLII à LI) - Table alphabétique des noms latins… (pages LII à LVIII) - Table alphabétique des étymologies connues, grecques ou latines, des noms génériques employés dans ce Dictionnaire (pages LIX à LX) - ABACATUAIA à ZINGEL (pages 1 à 435) - Discours préliminaires et plans du dictionnaire des Insectes (pages I à CCLXXXVIII) - Tome IV, insectes (1789) - Discours préliminaire et Plan du Dictionnaire des Insectes, par M Mauduyt (pages I à CCLXXXVII) - Introduction, par M. Olivier (pages 1 à 44) - ABDOMEN à BOMBILLE (pages 45 à 330) - Table des noms latins contenus dans ce volume (page 331) - Tome V, insectes (1790) - BOMBIX à CYNIPS (pages 1 à 792) - Table des noms latins contenus dans ce volume (page 793) - Tome VI, insectes (1791) - CIRE à GYRIN (pages 1 à 702) - Table des noms latins contenus dans ce volume (pages 703 à 704) - Tome VII, insectes (1811) - HANNETON à MOUCHE (pages 1 à 817) - Tome VIII, insectes (1811) - MOUCHE (suite) à PAON DE JOUR (pages 1 à 720) - Table des noms latins contenus dans ce volume (pages 721 à 722) - Tome IX, entomologie (1819) - Avertissement, par M. Latreille (pages I et II) - PAPILLON (pages 1 à 803) - Supplément (Rectifications, espèces additionnelles) (pages 804 à 828) - Tome X, entomologie (1825) - Avertissement des Auteurs (1 page non paginée) - Avertissement de l'Éditeur (1 page non paginée) - PAPILLON-BOURDON à ZYGIE (pages 1 à 828) - Table alphabétique des articles traités dans ce Dictionnaire ailleurs qu'à leur lettre (pages 829 à 832) - Errata (1 page non paginée) - Histoire naturelle des vers, tome I (1789, réédition 1792) - Introduction (pages I à VI) - Tableau systématique des Vers (pages VII à XVIII) - ABER à CONE (page 1 à 757) - Histoire naturelle des vers, tome II (1830) - Avertissement (pages V à VII) - ACAME à CONE (pages 1 à 256) [Supplément, sans titre] - CONÉLIX à MYTULO-PECTINCULUS (pages 1 à 594) - Histoire naturelle des vers, tome III (1832) - NACELLE à ZOOMORPHOSE (pages 595 à 1152) - Histoire naturelle des zoophytes, tome I [marqué par erreur tome second] (1824) - Introduction (pages I à VIII) - ABROTANOÏDE à VOLVOCE (pages 1 à 819) PLANCHES - Mammalogie, ou description des espèces de mammifères, tome I contenant les ordres des bimanes, des quadrumanes et des carnassiers (1820) - Avertissement (pages V à VIII) - Terminologie des Mammifères (pages 1 à 28) - Table méthodique des mammifères (pages 29 à 46) - Mammalogie (pages 47 à 276) [par ordre] - Mammalogie, ou description des espèces de mammifères, tome II contenant les ordres des rongeurs, des édentés, des pachydermes, des ruminants et des cétacés (1822) - Avertissement (pages V à VIII) - Mammalogie (pages 277 à 530) - Supplément (pages 531 à 547) - Table des ordres, des genres et des espèces (pages 548 à 555) - Errata (1 page non numérotée) - Planches de Mammalogie 1 à 112 (1790) et Supp.1 à Supp.14 (1821) - Cétologie [cétacés] (1789) - Avertissement (pages III à VI) - Introduction (pages VII à XXX) - Précis anatomique des cétacés avec l'explication de quelques mots techniques qu'on emploie ordinairement dans les descriptions (pages XXXI à XL) - Cétologie (pages 1 à 28) [par classes] - Planches 1 à 12 - Erpétologie [reptiles] (1789) - Avertissement (pages III à V) - Introduction (pages VI à XVIII) - Précis anatomique des reptiles (pages XIX à XXVI) - Table méthodique des reptiles (pages XXVII à XXVIII) - Erpétologie [par classes] (pages1 à 68) - Tables alphabétiques (pages 69 à 70) - Avis au relieur - 26 planches - Ophiologie [serpents] (1790) - Avertissement (pages III à VI) - Introduction (pages VII à XXXIII) - Précis anatomique des serpents (pages XXXIV à XLII) - Table méthodique des serpents (pages XLIII à XLIV) - Ophiologie [par classes] (pages 1 à 73) - Table alphabétique des genres et des espèces (pages 74 à 76) - 43 planches - Ornithologie [oiseaux], tome I (1823) - Avertissement (pages III à VIII) - Introduction (pages IX à LXIV) - Précis anatomique des Oiseaux (pages LXV à LXXX) - Table Méthodique des Oiseaux (pages LXXXXI à XCVII) - Ornithologie (pages 1 à 328) [par classes] - Addition aux articles précédents (pages 329 à 402) - Ornithologie [oiseaux], tome II (1823) - Ornithologie (pages 403 à 902) - Ornithologie [oiseaux], tome III (1823) - Ornithologie (pages 903 à 1433) - Table des genres, des classes et des espèces (pages 1434 à 1460 - Ornithologie [oiseaux], tome IV, (1823) - 240 + 7 planches - Ichtyologie [poissons] (1788) - Avertissement (pages III à X) - Introduction (pages XI à XXXVIII) - Précis anatomique des Poissons (pages XXXIX à L) - Table méthodique (page LI à LVI) - Ichtyologie [par classes] (pages 1 à 203) - Tables alphabétiques (pages 204 à 212) - Explication des planches A et B (pages 213 à 215) - Planches (A, B, 1à 100) - Insectes, papillons, crustacés, tome I (1830) - Explication des planches 1 à 268 (pages 1 à 142) - Insectes, papillons, crustacés, planches 1 à 268 - Insectes, papillons, crustacés, planches 269 à 397 - Vers, coquilles, mollusques et polypiers, tome I (1827) - Avertissement (pages I à IV) - Tableau systématique (pages V à VIII) - Vers infusoires (pages 1 à 84) - Vers intestins (pages 85 à 133) - Explication des planches 52 à 488 (pages 134 à 180) - Planches 1 à 95 - Vers, coquilles, mollusques et polypiers, tome II (1827) - Planches 96 à 314 - Vers, coquilles, mollusques et polypiers, tome III (1827) - Planches 315 à 488 |
| Jeux | 3                                         | 1792-1799 | - Tome I, Dictionnaire des Jeux (1792) - Avertissement (page III) - AMBIGU à WISHK BOSTONIEN (pages 1 à 315) - Table des articles traités par ordre alphabétique dans ce volume (page 316) - 16 planches - Tome II, Dictionnaire Des Jeux Familiers, Ou Des Amusements de société (1797) - Avertissement (pages VII et VIII) - A à VOYELLES (page 1 à 167) - Table des jeux (pages 168 à 172) - Tome III, Dictionnaire des jeux mathématiques (1799) - Avertissement (pages V et VI) - Table des jeux mathématiques (pages VII et VIII) - A à W (pages 1 à 212) |
| Jurisprudence | 10                                        | 1782-1791 | - Tome I (1782) - Avertissement (pages V à VIII) - A à BAYONNE (pages 1 à 796) - Tome II (1783) - BEARN à COMMENDE (pages 1 à 800) - Tome III (1783) - COMMENSAL à DOMMAGE (pages 1 à 808) - Tome IV (1784) - DON à GULPINE (pages 1 à 831) - Tome V (1785) - H à MAYSONNIERS (pages 1 à 845) - Dissertation sur les coutumes de Lorris, pour servir d'explication à l'article Lorris, page 635 (pages 846 à 851) - Tome VI (1786) - MÉE à PRIX (pages 1 à 819) - Errata [non paginé] - Tome VII (1787) - PROBANTE à TAXE (pages 1 à 739) - Supplément : article SAPIN (page 740) - Addition aux articles NOTAIRES et SCEL DU CHATELET (pages 741 à 742) - Tome VIII (1789) - TÉMOIGNAGE à ZEWERP (pages 1 à 336) - Tome IX, concernant la police et les municipalités (1789) - Discours préliminaire (pages I à CLX) - ABANDON à CUTWAL (pages 1 à 616) - Tome X, concernant la police et les municipalités (1791) - DANSE à VOITURES (pages 1 à 831) - Tableau général et méthodique de la Police, pour servir de plan de lecture au Dictionnaire Encyclopédique de la Police et de la Municipalité (pages 832 à 843) [contient un Préliminaire] |
| Logique et métaphysique | 4                                         | 1786-1791 | - Tome I (1786) - Discours préliminaire (pages I à XVI) - ABSOLU à MÉMOIRE (pages 1 à 752) - Tome II (1788) - MÉTAPHYSIQUE à SYSTÈME (pages 1 à 333) - Ordre de lecture que l'on peut suivre pour le Dictionnaire de Métaphysique et de Logique (pages 334 à 336) - [Morale] Avertissement (pages 1 à 2) - ABATTEMENT à DEVOIR (pages 1 à 439) - Tome III (1789) - DIGNITÉS à OSTENTATION (pages 1 à 730) - Tome IV (1791) - PARESSE à UTILITÉ (pages 1 à 313) - Faux-titre : Supplément au Dictionnaire de Morale [non paginé] - Nota [non paginé] - AMITIÉ à SOCIÉTÉ (pages 317 à 425) - Dictionnaire d'Éducation. ADOLESCENT à VOYAGES (pages 427 à 797) - Discours sur l'étude de la Morale (pages 798 à 824) |
| Manufactures, arts et métiers | 5 +2                                      | 1785-1828 | - Tome I (1785) - Discours préliminaire sur la nature et l'emploi des différentes matières propres à l'habillement de l'homme (pages I à XXVI) - Plan de cet ouvrage (pages XXVII à XXXV) - Sommaire des traités contenus dans ce Dictionnaire (pages XXXVII à LVI) - ATTELIER à DRAP (pages 1 à 440) - FIL à RÈGLEMENT (pages 1* à 296*) - Tome II (1784) - REGLEMENS à RUBAN (pages I à CCVIII) - SOIE à TOILERIES (pages 1 à 308) - Additions (pages 309 à 312) - Avertissement (pages 313 à 315) - Tome complétant le tome second (1790) - Avis de l'imprimeur + Avis de l'auteur (non paginé) - Notice raisonnée, pour tenir lieu de Sommaires, des objets contenus dans le Supplément (pages I* à X*) - Additions au Mémoire sur le Commerce de Lyon (pages 1 à 10) - Avertissement (non paginé) + Errata et Supplément (pages III à XXIII) - BLANCHISSAGE à TAPISSIER (pages 25 à 139) [changement de type de numérotation] - Additions au Supplément des mots Inspecteur et Règlement (pages 141 à 144) - Nouvelle instruction pour les inspecteurs des Manufactures (pages 145 à 148) - Avertissement (deux pages non numérotées) + Vocabulaire (pages 1 à 120) + Avis (page 120) - Mémoire sur l'administration des Manufactures et du Commerce en France (pages 121 à 132) - Tome III (1790) - Discours préliminaire (pages I à LXIV) - Notes (pages LXV à CXXVI) - Sommaire des traités contenus dans ce dictionnaire (pages CXXVII à CLXXVI) - Plan du travail sur les peaux et cuirs (pages CLXXVII à CXCII) - ART à PELLETERIE (pages 1 à 759) - Vocabulaire des Arts et Métiers concernant les peaux et cuirs (pages I à LX) - Appendix (pages LXI à LXVI) - Tome IV (1828) - Avertissement [sur les teintures] (pages V à VII] - Dictionnaire de Teinture (pages 1 à 197) - Explication des planches (pages 198 à 225) - Table alphabétique (pages 226 à 231) - Traité des Huiles (pages 1 à 36) - Explication des planches (pages 37-38) - Table des Matières (pages 39-40) - Traité des Savons (pages 1 à 93) - Explication des planches (pages 94 à 97) - Table des Matières (pages 98 à 100) - Planches, volume I (1786) [en fait, le tome VI du Recueil des planches...] - Ordre des planches […] Deuxième division des Arts et Métiers mécaniques […] - Planches (Lettres B à T) - Planches, volume II (1790) [en fait, le tome VIII du Recueil des planches...] - Ordre des planches […] Suite de la deuxième division des Arts et Métiers mécaniques [non paginé] - Planches relatives au Chanvre, Coton, Laine et Soie - Planches relatives aux Peaux et Cuirs - Pelleterie & Fourreur, Huiles, Savon, Teinture, Impression des étoffes en laine, Impression des toiles peintes |
| Marine | 3                                         | 1783-1787 | - Tome I (1783) - Discours préliminaire (pages I à VIII) - Tableau analytique, ou Système encyclopédique de Marine, indiquant l'ordre suivant lequel doivent être lus les articles de ce Dictionnaire, pour en tirer le fruit d'un Traité (pages IX à XII) - Tableau dépliant (Arbre de la Marine [?]) [mal reproduit sur fichier] - ABAB à DESSUS (pages 1 à 712) - Tome II (1786) - DESTINATION à MURAILLE (pages 1 à 783) - Fautes à corriger dans le premier et le second Tomes de la partie Marine de l'Encyclopédie Méthodique (pages 783-784) - Tome III (1787) - NADIR à ZOPISSA (pages 1 à 848) - Supplément contenant deux articles omis qui commencent de la lettre T, & quelques additions de M. Duval le Roy (pages 849 à 881) - Fautes à corriger dans quelques-uns des articles de la lettre Y, qui sont de M.du Val le Roy… (pages 881 à 883) - Fautes à corriger dans les autres articles (page 883) - Notice des Ouvrages propres à entrer dans une Bibliothèque de Marine (pages 884 à 897) - Avertissement de l'Éditeur (XIII à XVI) |
| Mathématiques | 3                                         | 1784-1789 | - Tome I (1784) - Discours préliminaire, par M. l'Abbé Bossut (pages I à CIV) - Errata (page CIV) - ABAISSEMENT à EXTREME (pages 1 à 721) - Errata [non paginé] - Tome II (1785) - FACE à RUDOLPHINES (pages 1 à 787) - Tome III (1789) - Représentations du Sieur Panckoucke, Entrepreneur de l'Encyclopédie Méthodique, à Messieurs les souscripteurs de cet ouvrage (pages I à XXVII) - Nom des Auteurs de L'Encyclopédie actuelle (page XXVIII) - Tableau et aperçu du nombre de volumes… Nouvelle division de l'Encyclopédie Méthodique (pages 1 à 50) - État du nombre de Dictionnaires qui composent les XLIV divisions du tableau, avec le relevé de l'aperçu de la totalité des volumes de l'Encyclopédie (pages 51 à 56) - SAGITTAIRE à ZUBENEM-CHEMALI (pages 1 à 174) - Additions et corrections pour la partie Astronomique (pages 175 à 176) - Supplément au Dictionnaire de Mathématiques (pages 177 à 181) - Errata pour le Dictionnaire de Mathématiques (page 181) - Table de lecture (pages 182 à 184) [Les planches se trouvent au tome VII des planches de Arts et métiers mécaniques] |
| Médecine | 13                                        | 1787-1830 | - Tome I (1787) - Nom des auteurs par ordre alphabétique [non paginé] - Avertissement de l'éditeur [4 pages non paginées] - A à ALITER (S') (pages 1 à 846) - Errata, articles d'Hygiène [1 page non paginée] - Tome II (1790) - Nom des auteurs par ordre alphabétique [non paginé] - ALKAHEST à ANGINE (pages 1 à 770) - Article omis : ANDRY Nicolas (pages 770 à 774) - Errata (page 774) - Tome III (1790) - Nom des auteurs par ordre alphabétique [non paginé] - ANGLES DES YEUX à B.M. (pages 1 à 779) - Tome IV (1792) - Nom des auteurs par ordre alphabétique [non paginé] - BOA à CYTISE (pages 1 à 896) - Tome V (1792) - Nom des auteurs par ordre alphabétique [non paginé] - COAGULANS à ENVIES (pages 1 à 888) - Tome VI (1793) - Nom des auteurs par ordre alphabétique [non paginé] - ÉPANCHEMENT à GYROLE (pages 1 à 781) - Tome VII (1798) - Nom des auteurs par ordre alphabétique [non paginé] - HABDARAMAHNUS à JUSTUS (pages 1 à 776) - Tome VIII (1808) - Avertissement (pages I à II) - KAAU à MAZINI (pages 1 à 679) - Tome IX (1816) - MEAD à MÉRYCOLOGIE (pages 1 à 743) - Tome X (1821) - Considérations préliminaires (pages I à XVI) - Notes et additions (pages XVII à XXIII) - MÉSANGE à NOUZET (pages 1 à 761) - Errata [non paginé] - Tome XI (1824) - NOYER à PHTORURES (pages 1 à 764) - Tome XII (1827) - Avertissement (pages IV à VII) - PHYCOTYCHE à SELTZ (pages 1 à 760) - Tome XIII (1830) - SÉMÉIOLOGIE à ZYTHOGALA (pages 1 à 566) - Supplément au Dictionnaire de Médecine (pages 567 à 670) - Table par ordre chronologique des principaux rédacteurs de ce dictionnaire [1 page non paginée] - Table alphabétique et de concordance des matières contenues dans les treize volumes… (pages 1 à 172) - ERRATA (pages 173 à 174) |
| Musique | 2                                         | 1791-1818 | - Tome I (1791) - Discours préliminaire par M. Framery (pages V à XII) - A à GYMNOPÉDIE (pages 1 à 760) - Tome II (1818) - H à ZA (pages 1 à 558) - Errata (2 pages non paginées) - 74 + 114 pages de musique notée |
| Pêches | 1 + 1                                     | 1793-1796 | - Tome I (1796) - Avertissement (pages V à XV) - ABACATUAJA à ZENDEL (pages 1 à 297) - Explication de plusieurs termes employés dans le Traité des Pêches (pages 299 à 336) - Planches (1793) - Détail du nombre des planches (1 page non paginée) - Explication des planches (pages 5 à 32) - 114 planches |
| Philosophie ancienne et moderne | 3                                         | 1791-1794 | - Tome I (1791) - Discours préliminaire pour servir d'introduction à ce Dictionnaire (pages I à XXVI) - ACADÉMICIENS à COLLINS (pages 1 à 858) - Tome II (1792) - CONDILLAC à INDIENS (pages 1 à 871) - Supplément : Article omis dans le Premier Volume (CARDAN) (pages 872 à 940) - Tome III (1794) - INEXTINCTION à ZEN (pages 1 à 765) - Supplément : articles omis (ALEMBERT D' - BUFFON) (pages 767 à 836) - Additions à l'article NEWTONIANISME (pages 837 à 854) - Article omis (PASCAL) (pages 855 à 947) - Table alphabétique et analytique de tous les articles contenus dans les trois volumes… (pages 948 [marquée 498] à 964) - Errata, additions et corrections (pages 965 à 966) |
| Physique | 4 + 1                                     | 1793-1822 | - Tome I (1793) - Avertissement (1 page non paginée) - ABAISSEMENT à AZURÉE (pages 1 à 404) - BACON à BUFFON (pages 1* à 240*) - Tome II (1816) - Supplément au premier volume de Physique : ABAISSEUR à BUVEUR (pages 1 à 120) - CAB à DYSTRE (pages 121 à 786) - Tome III (1819) - EAU à MAXIMUM (pages 1 à 820) - Tome IV (1822) - MAUPERTUIS à ZYMOTECHNIE (pages 1 à 926) - Planches, première partie (1816) + deuxième partie (1824) - 133 planches |
| Système anatomique | 4 + 1                                     | 1792-1830 | - Tome I (1823) : Dictionnaire raisonné des termes d'Anatomie et de Physiologie - Discours préliminaire (pages V à VIII) - ABAISSEMENT à ZYGOMATO-MAXILLAIRE (pages 1 à 758) - Supplément : Additions et corrections (pages 759 à 763) - Errata (page 763) - Tome II (1792) : Quadrupèdes - Discours sur l'anatomie simple et comparée , avec l'exposition du plan que j'ai suivi dans la rédaction de cet ouvrage (pages I À CLXIV) - Système anatomique des Animaux, Second ordre : quadrupèdes vivipares ; quatre pieds et du poil. (page 1 à 619) - Suppléments (pages 619 à 625) - Résumé, ou description anatomique des rongeurs en général (pages 626 à 632) - Tome III (1819) : Mammifères et Oiseaux - Discours Préliminaire : De l'état actuel de l'Anatomie ; de son influence sur la marche suivie dans cet ouvrage (pages I à XXXI) - Avis (1 page non paginée) [sur les auteurs, le plan, le Vocabulaire] - Système Anatomique. Premier ordre : quadrupèdes vivipares ; quatre pied et du poil. (page 1 à 686) [inclut les Oiseaux] - Table des Matières du Tome troisième (pages 687-688) - Tome IV (1830) : Reptiles, Poissons, Mollusques, Crustacés, Annélides, Arachnides, Insectes, Radiaires - Système anatomique, troisième classe, reptiles (pages 1 à 173) - Quatrième classe, poissons (pages 174 à 285) - Cinquième classe, mollusques (pages 286 à 400) - Sixième classe, crustacés (pages 401 à 500) - Septième classe, Arachnides (pages 501 à 535) - Huitième classe, Annélides (pages 536 à 563) - Neuvième et dixième classes, Insectes (pages 564 à 577) - Table des Matières du Tome quatrième (pages 578 à 579) - Planches (1825) - Explication des figures (pages 3 à 60) - 96 planches |
| Théologie | 3                                         | 1788-1790 | - Tome I (1788) - Avertissement (pages V à VIII) - AARON à EZÉCHIEL (pages 1 à 736) - Tome II (1789) - FABLES DU PAGANISME à NYSSE (pages 1 à 780) - Tome III (1790) - OB à ZWINGLIENS (pages 1 à 831) - Table analytique pour diriger les Lecteurs dans l'étude de la Théologie (pages 832 à 859) |
| Vocabulaire universel | jamais paru                               |           | |

## Bibliophilie
Pour le bibliophile, la tâche est très difficile : en effet, très peu de particuliers mais de nombreuses bibliothèques possèdent des versions complètes. Toutefois, le nombre de volumes est rarement le même. En effet la difficulté de trouver un nombre similaire vient du fait que les volumes étaient envoyés aux souscripteurs sous forme de feuilles et non de tomes reliés. De multiples raisons ont incité à ne pas réunir les pages en volumes et à laisser le choix du regroupement des feuilles aux souscripteurs : la durée de la publication a entraîné un élargissement des imprimeries et parfois une imprimerie était plus rapide qu'une autre : le tome 3 prêt avant le tome 1, par exemple. Et puis également la contrefaçon. D'autres éditeurs se procuraient les planches et les éditaient de leur côté. C'est la raison pour laquelle bien souvent les volumes de planches paraissaient avant les volumes de texte. Enfin, les auteurs étaient bien souvent en retard. On peut constater les écarts de dates de publication entre un tome I et un tome III (Architecture : tome I en 1788 et le tome III en 1825). Les envois aux souscripteurs étaient donc effectués dès la parution mais sans reliure, laquelle devait être faite à la fin des volumes parus. 

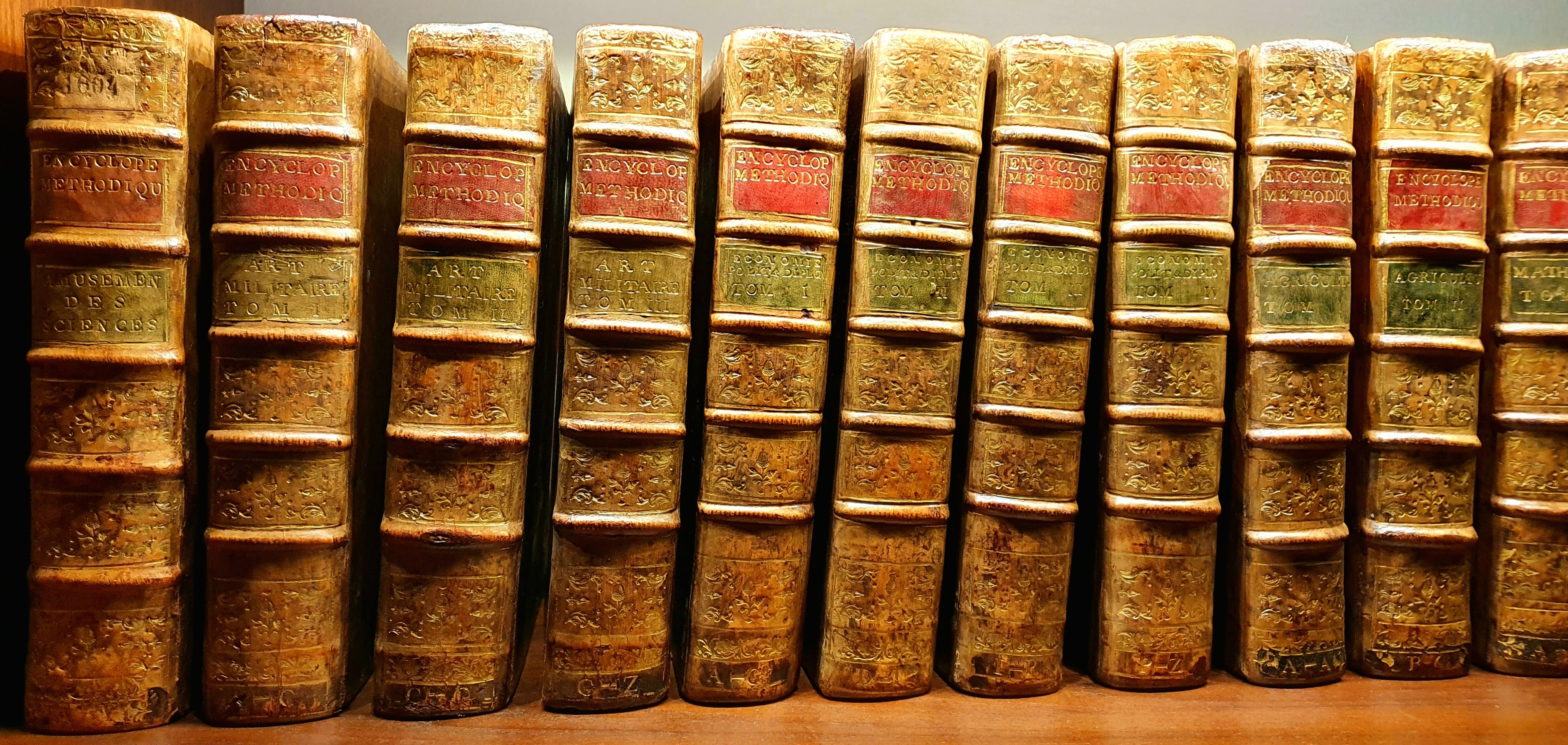
Exemple de volumes en reliure pleine peau de l'Encyclopédie méthodique (vers 1790).

Selon les reliures, le nombre de volumes peut donc varier. Toutefois, outre les feuilles réunies sous carton provenant de la librairie Panckoucke qui se trouvent à la bibliothèque Mazarine accompagnées de listes détaillées des volumes, on peut voir des collections « complètes » à la bibliothèque Sainte-Geneviève, qui rassemble la collection estampillée « Bibliothèque impériale du Panthéon ». Lorsque tous les volumes comportent le cachet de la même provenance, c'est le signe d'une collection suivie  (par exemple la Bibliothèque Interuniversitaire Lettres et Sciences humaines de Lyon comporte sur tous les volumes le cachet « Lycée Impérial de Tournon » mais incomplète). De nombreuses bibliothèques en province comme la bibliothèque de Troyes possèdent des collections intéressantes voire « complètes ». Remarquons aussi que K. Hardesty Doig, grande spécialiste de Panckoucke, utilise la collection de l'université de Géorgie (Georgia State University). Aux États-Unis, outre la collection de Thomas Jefferson et celle de la bibliothèque  du Congrès, de nombreuses universités en possèdent.
Mais, une fois encore, le nombre de volumes varie. On ne peut donc pas parler de collection complète, mais on peut lire un très grand nombre de volumes (au-delà de 200) dans des bibliothèques. Notons la collection des fiches de la Harald Fischer Verlag qui comporte des volumes provenant de plusieurs endroits (les cachets sur les premières pages varient), et la collection Google, pareillement dépareillée mais assez importante, d'ailleurs conseillée par la BnF. Enfin signalons la mise en ligne, à la suite de l'Encyclopédie de Diderot et d'Alembert, des volumes de l'Encyclopédie méthodique par l'université de Chicago et l'équipe ARTFL. La tâche a commencé et sera longue. Elle permettra de travailler sur le texte avec les outils du numérique et ainsi faire de nouvelles recherches sur cette Encyclopédie qui, publiée de 1782 à 1832, expose une partie importante de l'histoire culturelle française. 
Il faut lire, par exemple, les pages des dictionnaires des Arts et Métiers Mécaniques (8 tomes et 8 volumes de planches de 1782 à 1791 dirigés par Desmarets, Sept-Fontaines, Allut et Delalande), qui décrivent avec précision les métiers tant du bâtiment, de la cuisine, du confiseur, de la brasserie, de l'équitation, de l'orfèvrerie, de la fonderie (canons), également la fabrique des couleurs, etc., bref tous ces métiers parfois encore exercés de nos jours et qu'on serait bien incapable de décrire si amoureusement et consciencieusement. À chaque article les références sont faites directement aux planches. C'est une compilation du savoir-faire des métiers et des arts.